# Casa do Conde
A Casa do Conde de Santa Marinha (conhecida apenas como Casa do Conde) é uma casa de eventos, localizada em Belo Horizonte na avenida do Contorno.
A casa ocupa uma área de 37 mil metros quadrados e é formada por um palacete imperial, sete galpões, oito salas que ocupam cerca de 10 mil metros quadrados do terreno e estacionamento com 600 vagas.

## História
Em 1896, o Complexo foi construído pelo construtor e industrial português Antônio Teixeira Rodrigues (Conde de Santa Marinha) que, em 1894, veio a Minas Gerais para integrar a equipe construtora da nova capital do estado (a mudança da capital Ouro Preto para Belo Horizonte). O Complexo foi terminando antes mesmo da inauguração oficial da capital (1897) e serviu tanto como residência familiar do Conde como também seus galpões foram utilizados para atividades relacionadas ao trânsito de mercadorias.
O casarão com dois andares, pé direito consideravelmente alto, grandes salas, amplos janelões e varandas ensolaradas, erguido em uma região fora dos limites formais da cidade em 1897, um local reservado às chácaras e casas de populares, era uma presença inusitada à época. Possuía grandes varandas com franjas de madeira com recortes geométricos, chamadas lambrequins, além de escadaria em madeira e sala com forro de pintura decorativa de autoria do pintor Frederico Antônio Steckel.
O Complexo era constituído, além da residência do Conde, de um conjunto de galpões destinado a abrigar o Grande Empório Central (1897), uma empresa que abrangia diversos tipos de serviços (serraria, oficina de cantaria, fundição, ferraria, carpintaria e até mesmo armazém com torrefação de café). O Empório Central chegou a empregar cerca de 150 pessoas e foi considerado pelo historiador Abílio Barreto como uma escola industrial, com oficinas de serralheria e ferraria, além de moinhos para cereais e torrefação de café. Seus galpões também abrigaram as pedras utilizadas nas obras da cidade, que vinham da pedreira Morro das Pedras, e eram transportadas até os galpões por um ramo ferroviário que passava por dentro da área da casa.
Localizava-se próximo à Estação Central, em uma região que era considerada a “porta de entrada” da cidade e surge no contexto de construção da nova capital, inaugurada em 1897.

## Ocupação
Não se tem ao certo o uso imediato do Complexo após a morte do Conde, porém em 1903 surge a primeira notícia de sua ocupação pelo Colégio Santa Maria que ali permaneceu até 1909 . Era um colégio administrado por freiras para a educação de meninas, filhas de políticos e da elite local .
Após sua saída, o Complexo foi ocupado pela Estação de Ferro Central do Brasil: abrigou a Seção do Café (1911), foi usada como residência para o intendente da Rede Ferroviária (meados dos anos 1910) e, em 1920, serviu como escritório da Seção de Construção da Central do Brasil, quando a antiga estação ferroviária foi demolida para a construção da nova .  
No início das obras do metrô, na década de 1980, o Empório Central foi demolido e parte do galpão também, inclusive sua fachada  .
Essa ocupação como escritório seguiu até 1990, passou a ser o escritório da Rede Ferroviária Federal (RFFSA), criada na década de 1950 com a extinção da Central do Brasil. Em 1989, foi transformado no Museu da Ferrovia, destinado à preservação e divulgação da memória ferroviária no país .
Em 1996, época em que a RFFSA foi privatizada, o Complexo ficou abandonado, porém em 2000, realizou-se o evento Casa Cor 2000, impulsionando a sua revalorização como exemplar arquitetônico e simbólico de Belo Horizonte. 
Desde então, o Complexo tem servido como espaço cultural da cidade, no qual vem sendo realizado enorme número de eventos artísticos e culturais. A partir de 2005 o espaço está sob o comando da Fundação Nacional de Artes – FUNARTE (outros seis galpões/pátios agregados na época que o casarão era utilizado pela Central do Brasil ) e pelo Instituto do Patrimônio Histórico e Artístico Nacional – IPHAN (casarão e galpão da casa) .  
O galpão da casa passou por uma restauração subsidiada com os recursos do governo federal e em 2019 foi inaugurado para ser uma área multicultural, além da sede do IPHAN, também abriga um laboratório de conservação para atender as solicitações de restauração dos bens móveis de várias cidades mineiras históricas e mantém um auditório para diversos tipos de eventos, palestras, seminários, discussões 
Lá ocorre apresentações desde as oferecidas pela UFMG até apresentações de samba.